# Локалита Рјо Мартино (Фрозиноне)
Локалита Рјо Мартино је насеље у Италији у округу Фрозиноне, региону Лацио.
Према процени из 2011. у насељу је живело 43 становника. Насеље се налази на надморској висини од 237 м.